# 榆叶猕猴桃
榆叶猕猴桃（学名：Actinidia ulmifolia）为猕猴桃科猕猴桃属的植物，为中国的特有植物。分布于中国大陆的四川等地，生长于海拔1,000米至1,200米的地区，多生在常绿阔叶林缘灌丛中和山坡林中，目前尚未由人工引种栽培。